# Jodłowiec
Jodłowiec – wieś w Polsce położona w województwie łódzkim, w powiecie wieluńskim, w gminie Wieluń. Jodłowiec leży ok. 100 metrów od drogi wojewódzkiej nr 488. Pierwsza wzmianka o wsi pochodzi z 1827 r. W skład wsi wchodzi część nazywana Józefów, która istniała zapewne już w XVII w.
| SIMC    | Nazwa     | Rodzaj    |
| ------- | --------- | --------- |
| 0717979 | Dąbrowa   | część wsi |
| 0717985 | Józefów   | część wsi |
| 0717991 | Krzyżówka | część wsi |
| 0718000 | Łęg       | część wsi |

W latach 1975–1998 miejscowość administracyjnie należała do województwa sieradzkiego.